# Chèr Korver
Chèr Korver (Amersfoort, 11 augustus 1976) is een Nederlands rolstoelbasketbalster die als guard uitkomt voor DeVeDo.
Voor het Nederlandse basketbalteam debuteerde Korver in 1998 op een groot internationaal toernooi toen ze werd geselecteerd voor het Wereldkampioenschap 1998 in Sydney, Australië. Sindsdien zijn er veel internationale toernooien gevolgd, waaronder vijf Paralymische Spelen, waarbij twee keer brons (2012 en 2016) en twee keer goud (2020 en 2024) werd behaald. Met het Nederlandse team werd Korver ook tweevoudig wereldkampioen (2018 en 2022) en vijfvoudig Europees kampioen.

## Erelijst
6e Wereldkampioenschap 1998 in Sydney
 Europees kampioenschap 1999 in Roermond
6e Wereldkampioenschap 1998 in Kitakyushu
 Europees kampioenschap 2003 in Hamburg
4e Paralympische Zomerspelen 2000 in Sydney
7e Paralympische Zomerspelen 2004 in Athene
5e Wereldkampioenschap 2006 in Amsterdam
6e Paralympische Zomerspelen 2008 in Beijing
 Europees kampioenschap 2009 in Stoke Mandeville
5e Wereldkampioenschap 2010 in Birmingham
 Europees kampioenschap 2011 in Nazareth
 Paralympische Zomerspelen 2012 in Londen
 Europees kampioenschap 2013 in Frankfurt
 Wereldkampioenschap 2014 in Toronto
 Europees kampioenschap 2015 in Worcester
 Paralympische Zomerspelen 2016 in Rio de Janeiro
 Europees kampioenschap 2017 in Adeje (Tenerife)
 Wereldkampioenschap 2018 in Hamburg
 Europees kampioenschap 2019 in Rotterdam
 Paralympische Zomerspelen 2020 in Tokio
 Europees kampioenschap 2021 in Madrid
 Wereldkampioenschap 2022 in Dubai
 Europees kampioenschap 2023 in Rotterdam
 Paralympische Zomerspelen 2024 in Parijs
Petra Garnier · 
Chèr Korver · 
Roos Oosterbaan · 
Fleur Pieterse · 
Carina Versloot · 
Asjousja Ibrahimi · 
Jennette Jansen · 
Jozima Mosely · 
Ingeborg Tiggelman · 
Miranda Wevers · 
Evelyn van Leeuwen · 
Jeanine van Veggel
Barbara van Bergen · 
Patries Boekhoorn · 
Sandra Braam · 
Petra Garnier · 
Inge Huitzing · 
Chèr Korver · 
Elsbeth van Oostrom · 
Roos Oosterbaan · 
Fleur Pieterse · 
Brenda Ramaekers · 
Carina Versloot · 
Jitske Visser
Inge Huitzing · 
Lucie Houwen · 
Jitske Visser · 
Roos Oosterbaan · 
Sanne Timmerman · 
Petra Garnier · 
Miranda Wevers · 
Chèr Korver · 
Saskia Pronk · 
Barbara van Bergen · 
Carina de Rooij · 
Mariska Beijer
Barbara van Bergen · Mariska Beijer · Lucie Houwen · Inge Huitzing · Chèr Korver · Roos Oosterbaan · Sanne Timmerman · Evelyn van Leeuwen · Carina de Rooij · Jitske Visser · Ilse Arts · Bo Kramer
Mariska Beijer · Chèr Korver · Saskia Pronk · Carina de Rooij · Jitske Visser · Ilse Arts · Bo Kramer · Sylvana van Hees · Julia van der Sprong · Lindsay Frelink · Anouk Taggenbrock · Xena Wimmenhoeve
Mariska Beijer · Chèr Korver · Saskia Pronk · Carina de Rooij · Jitske Visser · Ilse Arts · Bo Kramer · Sylvana van Hees · Julia van der Sprong · Lindsay Frelink · Ylonne Post · Xena Wimmenhoeve